# Stawiguda (Osada)
Stawiguda (Osada) (deutsch Stabigotten (Forst)) ist ein Ort in der polnischen Woiwodschaft Ermland-Masuren. Er gehört zur Gmina Stawiguda (Landgemeinde Stabigotten) im Powiat Olsztyński (Kreis Allenstein).

## Geographische Lage
Die Osada leśna (= deutsch Waldsiedlung) Stawiguda (auch: Stawiguda Leśniczówka = Försterei) liegt am Nordufer des Großen Plautziger Sees (polnisch Jezioro Pluszne Wielkie) im Westen der Woiwodschaft Ermland-Masuren, 17 Kilometer südlich der Stadt Olsztyn (deutsch Allenstein).

## Geschichte
Die Försterei Stabigotten gehörte bis 1945 zum Staatsforst Hohenstein (polnisch Olsztynek) und war ein Wohnplatz der Gemeinde Stabigotten (polnisch Stawiguda) im ostpreußischen Kreis Allenstein. Der Gutsbezirk Stabigotten (Forst) wurde am 1. Januar 1908 in den Amtsbezirk Lanskerofen (polnisch Łańsk) eingegliedert.
Am 30. September 1929 erfolgte eine Eingliederung des Gutsbezirks Stabigotten (Forst) in den neuen Gutsbezirk Ramucker Heide, Anteil Kr. Allenstein, Forst und mit ihm in den Amtsbezirk Grieslienen (polnisch Gryźliny).
Nach der Abtretung des südlichen Ostpreußen an Polen erhielt die Försterei Stabigotten die polnische Bezeichnung „Stabigotten (osada leśna)“. Die kleine Forstsiedlung ist heute Teil der Landgemeinde Stawiguda im Powiat Olsztyński.

## Kirche
Evangelischerseits war die Försterei Stabigotten bis 1945 in die Kirche Allenstein mit der Kapelle in Stabigotten eingegliedert. Heute ist sie dem Kirchspiel der Christus-Erlöser-Kirche Olsztyn zugeordnet.
Katholischerseits war die Försterei Teil der Pfarrei Grieslienen, ist jetzt aber der Pfarrei Stawiguda zugehörig.

## Verkehr
Nach Stawiguda (Osada) führt ein Landweg von Stawiguda ((Alt) Stabigotten) über Ćwikielnia (Neu Stabigotten). Die nächste Bahnstation ist Stawiguda an der Bahnstrecke Działdowo–Olsztyn.